# Smetanka (usedlost na Vinohradech)
Smetanka je zaniklá usedlost v Praze 2-Vinohradech, která se nacházela na rohu ulic Vinohradská a Španělská. Její pozemky se rozkládaly mezi ulicemi Wilsonova, Vinohradská, Balbínova, Na Smetance, Italská a Kunětická v prodloužení přes kolejiště Hlavního nádraží zpět k Wilsonově ulici.

## Historie
Vinice zabírala plochu na východ od pražských hradeb k usedlosti Pštrosska (Křížovka) a Vozová, na severu sousedila se Sakrabonkou. V 19. století provozoval majitel v usedlosti hostinec, při kterém stálo v letech 1859–1894 provizorní dřevěné divadlo.
Ve 2. polovině 19. století byly pozemky při hradbách prodány pro výstavbu nádraží. V 80. letech 19. století majitelka usedlosti Františka Bachheiblová zbylou část pozemků rozprodala na stavební parcely a samotná usedlost zanikla počátkem 20. století.